# 瀬戸大橋記念公園球技場
瀬戸大橋記念公園球技場（せとおおはし・きねんこうえん・きゅうぎじょう）は、香川県坂出市番の州緑町の瀬戸大橋記念公園内にある球技場。2004年4月に開場。

## 施設概要
- 天然芝フィールド 4面（各125m×90m）　
  - 第一・第二グラウンド
    - 芝：エルトロ芝

  - 第三・第四グラウンド
    - 芝：野芝

## 周辺施設
- 瀬戸大橋
- 瀬戸大橋記念公園
  - 瀬戸大橋記念館
- 香川県立東山魁夷せとうち美術館
- 瀬戸大橋タワー（高さ132m）
- 沙弥島

## 主な使用大会
- 全国高等学校サッカー選手権大会香川県予選

## 交通
- JR坂出駅から坂出市営バス 瀬居島竹浦行き、または乗合タクシーに乗車、約20分。徒歩直ぐ。